# Chiesa di San Pietro (Lugano)
La chiesa parrocchiale di San Pietro è un edificio religioso che si trova a Pambio Noranco, quartiere di Lugano, isolato rispetto al nucleo abitato.

## Storia
La costruzione viene citata per la prima volta in documenti storici risalenti al 1335. Nel 1468 diviene parrocchiale. Nel 1752 viene ricostruita.

## Descrizione
La chiesa si presenta con una pianta a croce greca, con il braccio in cui si trova il coro avente forma semicircolare. La copertura è dominata da una cupola affrescata nel 1865 da Tiziano Bernasconi.
Sul pavimento nella cappella a destra della navata si trova l'organo Mascioni opus 1027 costruito nel 1979.